# Liometopum lindgreeni
Liometopum lindgreeni är en myrart som beskrevs av Auguste-Henri Forel 1902. Liometopum lindgreeni ingår i släktet Liometopum och familjen myror. Inga underarter finns listade i Catalogue of Life.